# Bury Me Alive
Bury Me Alive är det tredje studioalbumet av metalcorebandet Inhale Exhale, släppt 2009 på Solid State Records.

## Låtlista
1. Rooms - 3:23
2. Did You Ever Have A Touch To Lose - 3:12
3. Condemned - 3:50
4. Over And Out - 3:52
5. A Dark Place For Your Mind To Be - 4:12
6. Intentions - 3:52
7. Explosions - 3:56
8. Fiction - 3:54
9. Better Her Than Me - 3:31
10. Thin Black Lines - 2:02
11. An Era - 3:08

## Medverkande
- Ryland Raus - sångare
- John LaRussa - gitarr
- Chris Carroll - trummor, Slagverk
- Greg Smith - elbas